# Équipe cycliste Agrigel-La Creuse
 (novembre 2010).
Si vous disposez d'ouvrages ou d'articles de référence ou si vous connaissez des sites web de qualité traitant du thème abordé ici, merci de compléter l'article en donnant les références utiles à sa vérifiabilité et en les liant à la section « Notes et références ».
L'équipe cycliste Agrigel - La Creuse est une ancienne équipe cycliste française qui fut créée en 1996 avec plusieurs coureurs des équipes Castorama et Chazal. Elle n'a existé qu'une saison disparaissant à la fin de l'année 1996.

## Histoire

### Contexte
Depuis 1993, pour pallier le manque d'équipe en France et surtout le nombre croissant de coureurs français au chômage, Daniel Baal, le président de la fédération, décide de faciliter l'accès à l'élite professionnelle pour les structures amateur souhaitant franchir le pas. Dès 1994, la fédération permet à l'A.S Corbeil Essonne et au C.M. Aubervilliers de créer une équipe professionnelle. En 1995, ce système permet de sauver les coureurs de l'équipe du Groupement qui a fait faillite en mettant une structure provisoire en place. Cet aménagement perdure jusqu'au début des années 2000 date à laquelle le nombre de créations d'équipes ré-augmente.

### L'équipe Agrigel
La société Agrigel est une société auvergnate spécialisée dans le transport et la vente de produits surgelés. L'entreprise Agrigel a déjà investi dans le cyclisme d'abord en tant que sponsor de Paris-Nice puis devient sponsor de l'équipe ADR en 1989, année où Greg LeMond bat Laurent Fignon pour 8 secondes au Tour de France. L'année suivante, l'équipe ADR disparaît. Agrigel redevient sponsor de Paris-Nice et sponsorise le maillot par point jusqu'en 1995.
L'année suivante, l'équipe Agrigel est créée en 1996. L'équipe est dirigée par Marc Durant et Gilles Mas, deux anciens coureurs devenus directeurs sportifs. Elle se positionne comme étant avec l'éphémère Force Sud l'équipe de la France profonde. En plus d'Agrigel, l'équipe est sponsorisée par le département de la Creuse. 
Malgré l'étroitesse du budget, l'équipe ne tarde pas à se faire remarquer positivement. De plus, elle est centrée autour de Jacky Durand qui n'a pas hésité à s'investir personnellement dans le projet. L'équipe est montée autour de valeurs sûres du cyclisme français qui sont en fins de carrière et de jeunes coureurs. Elle participe à Paris-Roubaix et Paris-Nice sans grand résultat mais se ressaisit aux Quatre Jours de Dunkerque lorsque Thierry Laurent perd l'épreuve pour 2 secondes.
L'équipe participe finalement au Tour de France au détriment de l'équipe Petit Casino. Elle participe au Critérium du Dauphiné libéré où elle fait bonne figure, confirmant la justesse du choix de la Société du Tour de France. Agrigel-La Creuse prend donc le départ du Tour de France à Bois-le-Duc aux Pays-Bas.
Le Tour débute par les étapes de plaine où Jacky Durand ne parvient pas à s'échapper contrairement aux années précédentes. L'équipe d'ailleurs est de plus en plus exsangue financièrement et ne réalise un Tour médiocre. Masdupuy finit dernier du Tour et l'équipe avant-dernière.
Agrigel-La Creuse réalise après le Tour une excellente fin de saison en remportant de nombreuses épreuves. Le sponsor à la suite du Tour de France décide de poursuivre dans le cyclisme au contraire de la Creuse qui cesse son sponsoring. Cependant à la fin de saison le conseil général de la Creuse décide de cesser son partenariat à la suite de plusieurs affaires de dopage ce qui incite finalement la société Agrigel à ne pas reconduire son partenariat. L'équipe est dissoute en conséquence.

## Tour de France
- 1996 : Jean-Pierre Bourgeot - 67e

## Effectif en 1996
| PrenomNom             | Date de Naissance | Nationalité | Equipe 1995       | Equipe 1997               |
| --------------------- | ----------------- | ----------- | ----------------- | ------------------------- |
| Dominique Arnould     | 19/11/1966        | France      | Le Groupement     | CSM Persan - Bic          |
| Jean-François Bernard | 2/05/1962         | France      | Chazal            | Retraite                  |
| Pierangelo Bincoletto | 14/03/1959        | Italie      | Individuel        | Retraite                  |
| Jean-Pierre Bourgeot  | 25/11/1968        | France      | Chazal            | EC Montmarault-Montluçon  |
| Franck Bouyer         | 17/03/1974        | France      | Castorama         | La Française des jeux     |
| Vincent Cali*         | 22/04/1970        | France      | CCétupes          | Casino                    |
| Steve Clausse         | 04/11/1974        | Belgique    | Powerade-Bioracer | Amateur                   |
| Jean-Claude Colotti   | 01/07/1961        | France      | GAN               | Retraite                  |
| Stéphane Conan        | 28/06/1972        | France      | néo-professionnel | Amateur                   |
| Jacky Durand          | 10/02/1967        | France      | Castorama         | Casino                    |
| Hervé Garel           | 15/07/1967        | France      | Le Groupement     | Retraite                  |
| Thierry Laurent       | 13/09/1966        | France      | Castorama         | Festina                   |
| Jérôme Laveur-Pedoux* | 05/07/1973        | France      | VCLVV             | VCLVV                     |
| Denis Marie           | 16/04/1970        | France      | Auber 93          | Amateur                   |
| Thierry Marie         | 25/06/1963        | France      | Castorama         | Retraite                  |
| Jean-Luc Masdupuy     | 14/05/1969        | France      | Aki-Gipiemme      | Cédico-Ville de Charleroi |
| Grzegorz Rosolinski*  | 21/05/1972        | Pologne     | Amateur           | Mroz                      |
| Michel Vermote        | 31/03/1963        | Belgique    | Le Groupement     | Amateur                   |

- * stagiaire à compter du 1/09/1996

## Palmarès

### Palmarès sur route
- Quatre Jours de Dunkerque : 4e étape - Thierry Laurent
- Tour de l'Ain : 3e étape - Jean-Luc Masdupuy
- Tour de l'Ain : 6e étape - Thierry Laurent

### Palmarès sur Piste
- Six jours de Bologne : Pierangelo Bincoletto